# Armamento nativo americano
El armamento nativo norteamericano fue utilizado por los nativos de  América  para cazar y para la batalla con otras tribus nativas americanas. Estas armas americanas nativas se pueden agrupar en 5 clasificaciones: Armas para golpear, armas de corte, Armas perforadoras, armas defensivas y armas simbólicas.

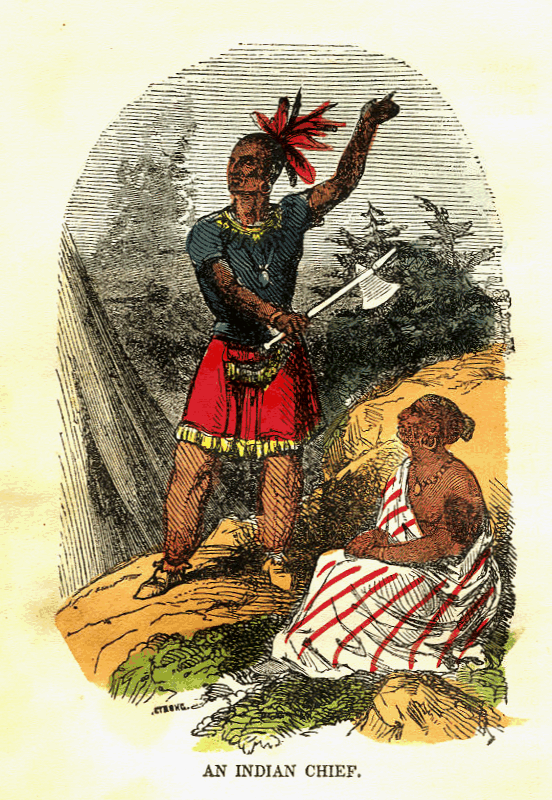
Un Jefe Tribal sosteniendo un hacha de guerra

## Objetos contundentes
Los nativos americanos usaban muchas variaciones de armas para atacar. Estas armas se utilizaban principalmente para el combate cuerpo a cuerpo con otras tribus. En algunos casos, estas armas fueron utilizadas para ataques de grandes magnitudes.
Mazos de Piedra: Fueron hechos de una piedra unida a un mango de madera. También hubo variaciones de los garrotes de piedra donde las tribus tallaban el palo de una pieza sólida de piedra. Los tipos más comunes de piedra que se utilizaban para los mazos de piedra fueron sílex y pedernal. Hay indicios de que la mayoría de estos garrotes de piedra sólida se han utilizado para fines ceremoniales, en lugar de la batalla real.
Mazos de madera: Fueron comúnmente usados por las tribus del bosque. Los clubs fueron tallados a partir de una pieza sólida de madera dura, como la madera de un mezquite, de manera similar a los garrotes de piedra que fueron talladas a partir de una pieza sólida de piedra. Las formas anteriores de palos de madera fueron talladas en forma de una bola en el extremo de un mango, pero las formas posteriores a menudo se agudizaban, se asemejaba a una espada de madera. Algunas formas tienen un fragmento de piedra afilada impulsado en el extremo del palo, casi como un hacha.
Gunstock: Principalmente hechos de madera, pero tenía una hoja de metal unido al extremo del mazo, como una punta de lanza. El mazo tenía la forma de la acción de un mosquete del siglo XVIII. El diseño de estos  “Gunstock” fueron directamente influenciados por las armas de fuego que los colonos europeos utilizaban. Dos teorías populares para la creación de estos mazos en estas formas son que el los nativos americanos quedaron impresionados con lo bien que los colonos utilizan los extremos de sus armas de fuego como armas en el combate cuerpo a cuerpo y que querían intimidar a otras tribus, dando la impresión de que tenían armas de fuego.
El hacha de guerra es muy similar en diseño a un hacha de batalla y fue influenciado por los ejes que los colonos europeos utilizaban. El hacha consistió de una cuchilla afilada, hecha de hierro o piedra, unido al extremo de un mango.
El hacha de guerra “Tomahawk” era un tipo de hacha de guerra que era también una pipa de fumar, fue utilizada para el combate cercano como la mayoría de las armas sorprendentes, pero también eran armas arrojadizas populares. El borde afilado también fue utilizado para desollar animales. Con el tiempo, el hacha de guerra tubo se volvió más ceremonial y se utilizó más como un tubo que como un arma.

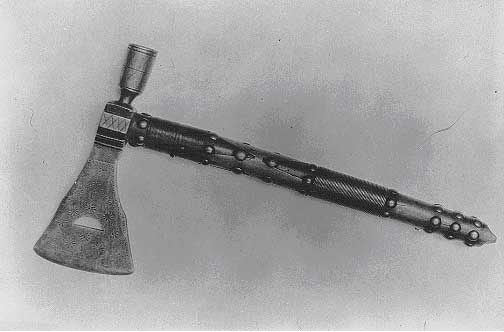
Pipa Tomahawk que data de principios del siglo XIX

## Armas de corte
Las armas de corte fueron utilizadas por los nativos americanos tanto para el combate como para la caza. Los nativos preferían cuchillas más cortas, y no utilizaron armas de largo de corte, al igual que las espadas que los europeos utilizaban en el momento. 
Cuchillos: fueron utilizados como herramientas para la caza y otras tareas, como desollar animales. Los cuchillos en un principio consistían de una hoja hecha de piedra, hueso o cuernos de venado sujeta a un mango de madera. Más tarde, los cuchillos de nativos americanos también fueron hechos de acero o hierro forjados en la orilla de los ríos, siendo influenciados de los colonos europeos.
Los nativos americanos siempre llevaban sus cuchillos en vainas , ya sea en el cinturón o alrededor de su cuello. A menudo se utilizaban perlas, plumas y pintura para decorar sus vainas con símbolos indígenas.

## Armas perforadoras
Las armas perforadoras  consistían en dos armas, una de corto alcance y la otra de largo alcance. Estas armas fueron utilizadas tanto para la caza como para el combate.
Las lanzas fueron utilizadas por los nativos americanos para empujar y golpear a sus enemigos o los animales que cazaban. Las lanzas estaban hechas de una hoja o punta corta, hecho de piedra, y se unen al extremo de un mango de madera largo o eje. Algunas variaciones ni siquiera tienen una punta de piedra, en cambio, el eje era simplemente afilado en un extremo. Las lanzas también podrían ser lanzadas como armas a distancia.
“Lances” fueron muy similares a las lanzas, pero fueron diseñados específicamente para su uso a caballo. “Lances” tenían ejes más largos y puntas que las lanzas. Esto le dio al usuario llegar más lejos, lo que le permitía apuñalar a un enemigo desde lo alto de un caballo.
“Atlatl o lanzavenablos”, son armas de largo alcance que fueron utilizados por los nativos americanos para arrojar lanzas y dardos con potencia y precisión. El Atlatl está hecho de un árbol ahuecado con una copa en el extremo que tiene el dardo en su lugar y lo impulsa hacia adelante. El brazo para lanzar del arma se podía extender, lo que permitía un mayor apalancamiento para tirar con la mano. Esto permitía que el dardo se lanzara con más velocidad.
Arcos y flechas fueron utilizados por la mayoría de las culturas de todo el mundo en algún momento u otro, y son de por lo menos 8.000 años de antigüedad. La flecha por su parte,  es creada de manera similar a una lanza, a partir de una hoja pequeña ( punta de flecha ) unida a un extremo de un eje de madera. Se adjuntaban al otro extremo las plumas que ayudaban a estabilizar el vuelo de la flecha. En general, una flecha es mucho más pequeña y más ligera que una lanza. El arco estaba hecho de una pieza arqueada de material flexible (como de madera, hueso o cuerno) con los dos extremos conectados por una cuerda tensadamente hilada. La flecha era colocada de nuevo con el cable, y cuando se soltaba el cable que actuaba como un resorte  disparaba la flecha hacia adelante.

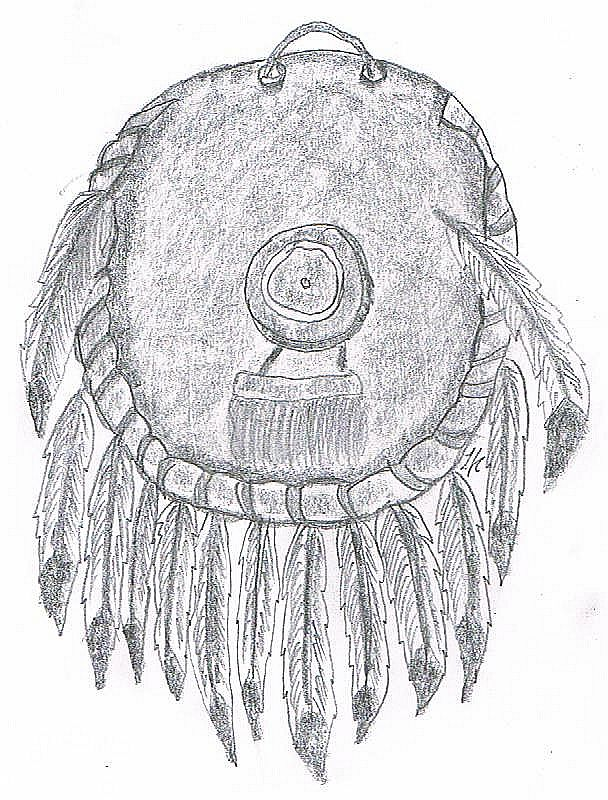
Escudo de sanación

## Armas simbólicas
Muchas de las armas que los americanos nativos usaron servían para un propósito más simbólico.
Los Escudos de sanación tenían un aspecto similar a los escudos de guerra. Sin embargo, el propósito de estos escudos de sanación era para proteger a su portador espiritualmente frente a los ataques físicos. Debido a que estos escudos no tenían como principal función defender  de los ataques físicos, se construyeron mucho más delgados  y más ligeros que los escudos de guerra. Los escudos de sanación  se adornaban a menudo por muchos símbolos que representan la fuerza espiritual dentro del portador.